# 1133
سنة 1133 كانت سنة بسيطة تبدأ يوم الأحد (الرابط يظهر نموذج التقويم الكامل للسنة) من التقويم اليولياني.

## مواليد
- هنري الثاني ملك إنجلترا

## وفيات
- ابن حمديس